# 1ª Divisione celere “Eugenio di Savoia”
Die 1ª Divisione celere “Eugenio di Savoia” (deutsch 1. schnelle Division „Eugenio di Savoia“) war eine von drei schnellen Divisionen des italienischen Heeres. Diese drei teils berittenen, teils motorisierten Verbände bestanden von 1930 bis 1943. Die 1. schnelle Division war nach Prinz Eugen von Savoyen benannt, der dem späteren italienischen Königshaus Savoyen entstammte, jedoch als Feldherr in Diensten der Habsburger stand. Die 1. schnelle Division war der Nachfolger der italienischen 1. Kavalleriedivision.

## Geschichte

### Allgemeines
Im piemontesischen Heer, aus dem 1861 das italienische Heer entstand, gab es in den 1830er Jahren sechs Kavallerieregimenter. 1835 wurden diese in zwei Kavalleriebrigaden zu je drei Regimentern zusammengefasst, im folgenden Jahr dann in drei Brigaden zu je zwei Regimentern. 1841 bildete man mit diesen drei Brigaden erstmals eine (nicht nummerierte) Kavalleriedivision. In den folgenden drei Jahrzehnten wurden die Kavalleriedivision und die Kavalleriebrigaden mehrfach aufgelöst und wieder aufgestellt, weil man die Kavallerieregimenter je nach Bedarf den Infanteriedivisionen zuteilte oder sie (in Brigaden) den Korps als Korpstruppen unterstellte.
Zwischen 1861 und 1915 erhöhte sich die Anzahl der italienischen Kavallerieregimenter auf 30, die der Kavalleriebrigaden auf acht (zeitweise neun), die der Kavalleriedivisionen auf vier. Letztere wurden schließlich zu einem Kavalleriekorps zusammengefasst. 16 der 30 Regimenter bildeten die genannten acht Brigaden, die übrigen Regimenter wurden in der Regel anderen Korps oder Infanteriedivisionen zugeteilt.
Zu der erstmals 1841 aufgestellten (1.) Kavalleriedivision kam 1882 die 2. Kavalleriedivision hinzu, 1887 die 3. und kurz vor dem Ersten Weltkrieg die 4. Diese vier Divisionen erhielten zusätzlich zu ihren Nummern die Namen von vier norditalienischen Regionen:
- 1ª Divisione di cavalleria del Friuli (Friaul)
- 2ª Divisione di cavalleria del Veneto (Venetien)
- 3ª Divisione di cavalleria della Lombardia (Lombardei)
- 4ª Divisione di cavalleria del Piemonte (Piemont).

Ihre jeweils zwei Brigaden waren durchgehend mit römischen Zahlen von I bis VIII durchnummeriert und hatten keine Namen. Die Kavalleriedivisionen waren (mit Ausnahme der 1.) nicht in den genannten Regionen stationiert, sondern meist im nordostitalienischen Friaul. Da das Trentino seinerzeit zu Österreich-Ungarn gehörte und man von dort aus italienische Heeresverbände im Friaul mit einem Angriff auf Venedig abschneiden konnte, zog es das italienische Heer lange Zeit vor, ganz im Nordosten seine mobilere Kavallerie zu konzentrieren.

### 1. Kavalleriedivision
Die (seit 1882: 1.) Kavalleriedivision führte ab 1841 die I. und die II. Kavalleriebrigade, zeitweise auch die III. und sehr selten andere Brigaden. 1915 hatte sie folgenden Zusammensetzung:
- I. Kavalleriebrigade

- 13. Kavallerieregiment Cavalleggeri di Monferrato (Chevaulegers)
- 20. Kavallerieregiment Cavalleggeri di Roma

- II. Kavalleriebrigade

- 4. Kavallerieregiment Genova Cavalleria
- 5. Kavallerieregiment Lancieri di Novara

- 94. Infanterieregiment Messina
- I./20. Infanterieregiment Brescia
- VIII./8. Bersaglieri-Regiment (Radfahrbataillon mit Nr. des Regiments)
- XI./11. Bersaglieri-Regiment (Radfahrbataillon)
- II./Artillerieregiment zu Pferde Voloire (2 Batterien)
- II./3. Feldartillerieregiment (2 Batterien)
- Kleinere Unterstützungseinheiten.

Die Zuteilung von Infanterie-, Bersaglieri- und Feldartillerie-Einheiten war vorübergehend und kriegsbedingt. Von kleineren Unterstützungseinheiten  abgesehen hatte die Division keine eigenen Divisionstruppen. 1915 unterstand die Division in oben genannter Form dem VI. Korps der 3. Armee am unteren Isonzo. Wegen des dortigen Stellungskriegs und des Einsatzes von Maschinengewehren war die Kavallerie wie an anderen Fronten kaum zu gebrauchen und wurde bald abgesessen wie Infanterie eingesetzt. 1916 waren fast alle Einheiten der vier Kavalleriedivisionen zu Fuß im Einsatz. Sie unterstanden dem Heeresgeneralstab unmittelbar.
Nach der italienischen Niederlage in der zwölften Isonzoschlacht konnten die vier Kavalleriedivisionen Ende Oktober, Anfang November 1917 wieder ihre Pferde einsetzen und bedeutende Beiträge bei der Deckung des Rückzuges vom Isonzo zum Piave leisten. Dabei zeichnete sich die II. Brigade der 1. Kavalleriedivision bei Pozzuolo del Friuli besonders aus, während die I. Brigade etwas weiter nördlich, bei Basiliano, kämpfte. Für die Division folgte ein weitgehend ereignisloses Jahr als Reserve- und Sicherungstruppe hinter dem Piave. Nach der österreichisch-ungarischen Niederlage in der Schlacht von Vittorio Veneto konnte man Ende Oktober, Anfang November 1918 in verschiedenen Verfolgungsgefechten die Pferde nochmals einsetzen.
Nach dem Krieg löste das italienische Heer alle Kavalleriedivisionen auf, es blieben drei Kavalleriebrigaden mit insgesamt zwölf Kavallerieregimentern. Für die Kavallerie folgte eine von Unsicherheiten geprägte Zeit, da man angesichts der beginnenden Motorisierung der Streitkräfte keine genauen Vorstellungen über die Zukunft dieser traditionsreichen Truppe hatte. Es begann die für die Zwischenkriegszeit charakteristische Koexistenz von berittenen und gepanzerten Eskadronen, wobei Letztere mit leichten Kavalleriepanzern (Tanketten) ausgerüstet waren, die dann auch noch im Zweiten Weltkrieg zum Einsatz kamen.

### 1. schnelle Division
Am 17. April 1930 wurde in Udine die 1. schnelle Division aufgestellt. Sie übernahm die I. Kavalleriebrigade mit drei Regimentern, im folgenden Jahr dann ein Artillerieregiment und weitere Divisionstruppen. Am 1. Januar 1934 nahm die Division die Bezeichnung 1ª Divisione celere “Eugenio di Savoia” an. Am 1. Februar 1938 entfiel die Brigade-Ebene, woraufhin sich die Division folgendermaßen gliederte:
- 11. Bersaglieri-Regiment (Fahrrad, Motorrad)
- 12. Kavallerieregiment Cavalleggeri di Saluzzo (beritten)
- 14. Kavallerieregiment Cavalleggeri di Alessandria (beritten)
- I. leichte Panzerabteilung San Giusto (L3/33, L6/40)
- 1. schnelles Artillerieregiment (motorisiert)
- Kleinere Unterstützungseinheiten

Im Zweiten Weltkrieg waren die schnellen Divisionen in der oben genannten gemischten Zusammensetzung mit Pferden und Tanketten für Kampfeinsätze gegen motorisierte und gepanzerte Verbände kaum geeignet. Die 1. und die 2. schnelle Division wurden daher vorwiegend als Besatzungstruppe verwendet und zur Partisanenbekämpfung eingesetzt. Darüber hinaus mussten sie im Lauf des Krieges Einheiten abgeben oder neu aufstellen, um damit andere Verbände zu ergänzen oder neu zu formieren. Die 3. Division hingegen wurde Anfang 1942 in der Sowjetunion umgegliedert und motorisiert.
Die drei schnellen Divisionen bildeten ab 1938 das sogenannte schnelle Korps mit Hauptquartier in Padua (6. Armee, Verona), das bis Anfang 1941 in Norditalien in Reserve blieb. Im April 1941 nahm die 1. schnelle Division mit dem schnellen Korps als Teil der 2. Armee an dem von der deutschen Wehrmacht angeführten Jugoslawienfeldzug teil. Bis Oktober 1942 verblieb sie im Raum Karlovac, danach verlegte sie nach Šibenik in Dalmatien. In beiden Besatzungsgebieten kam es wiederholt zu schweren Kämpfen gegen Einheiten der jugoslawischen Volksbefreiungsarmee. Am 17. Oktober 1942 führte das Regiment Cavalleggeri di Alessandria bei Poloj (Barilović) eine der letzten Kavallerieattacken des Zweiten Weltkriegs durch, wobei es sich und andere Einheiten nach erheblichen Verlusten aus einer sehr kritischen Situation befreien konnte.
Bereits am 30. März 1941 musste die 1. schnelle Division ihr 1. schnelles Artillerieregiment abgeben, das sich in Nordafrika besonders auszeichnete. Am 3. April 1941 erhielt die Division vorübergehend das 1. Kavallerieregiment Nizza Cavalleria. Von Juni bis September 1943 waren die Regimenter der Division anderen Großverbänden unterstellt. Nach der Bekanntgabe des Waffenstillstands von Cassibile wurde die 1. schnelle Division am 13. September 1943 aufgelöst.